# Granbackatjärnen
Granbackatjärnen är en sjö i Arjeplogs kommun i Lappland och ingår i Skellefteälvens huvudavrinningsområde. Sjön har en area på 0,0549 kvadratkilometer och ligger 590,3 meter över havet. Granbackatjärnen ligger i Akkelis Natura 2000-område.

## Delavrinningsområde
Granbackatjärnen ingår i det delavrinningsområde (734935-157916) som SMHI kallar för Utloppet av Hornavan. Medelhöjden är 474 meter över havet och ytan är 642,49 kvadratkilometer. Räknas de 230 avrinningsområdena uppströms in blir den ackumulerade arean 4 207,93 kvadratkilometer. Avrinningsområdets utflöde Skellefteälven mynnar i havet. Avrinningsområdet består mestadels av skog (53 procent). Avrinningsområdet har 265,42 kvadratkilometer vattenytor vilket ger det en sjöprocent på 41,3 procent.